# Ляскі-Дворські
Ляскі-Дворські (пол. Laski Dworskie) — село в Польщі, у гміні Ґолча Меховського повіту Малопольського воєводства.
Населення — 134 особи (2011).
У 1975-1998 роках село належало до Краківського воєводства.

## Демографія
Демографічна структура станом на 31 березня 2011 року:
|          | Загалом | Допрацездатний вік | Працездатний вік | Постпрацездатний вік |
| -------- | ------- | ------------------ | ---------------- | -------------------- |
| Чоловіки | 70      | 16                 | 45               | 9                    |
| Жінки    | 64      | 13                 | 37               | 14                   |
| Разом    | 134     | 29                 | 82               | 23                   |